# L'apprendista assassino
L'apprendista assassino (titolo originale: Assassin's Apprentice) è un romanzo fantasy della scrittrice californiana Robin Hobb pubblicato in lingua inglese nel 1995. È il primo volume della Trilogia dei Lungavista (dal nome della famiglia reale protagonista delle vicende) precedente L'assassino di corte e Il viaggio dell'assassino.

## Trama
Un bambino di 6 anni viene portato dal nonno materno al castello di Occhio di Luna, avamposto del Regno dei Sei Ducati al confine col Regno delle Montagne, ove si trova il principe Veritas, secondo figlio del re Sagace. Il piccolo, senza nome, è il figlio illegittimo del re-in-attesa Chevalier, fratello maggiore di Veritas ed erede al trono. Affidato a Burrich, capo stalliere e uomo d'armi di fiducia di Chevalier, il bambino, chiamato Fitz - ossia bastardo - viene condotto alla fortezza di Castelcervo, capitale del regno, subito dopo che il principe Chevalier ha rinunciato ad essere re-in-attesa, in modo da proteggere il figlio bastardo e si è ritirato a Giuncheto con la moglie, dama Pazienza. Fitz, che non incontrerà mai il padre Chevalier, costruisce un forte rapporto con lo zio Veritas, mentre l'altro zio, il giovane Regal, detesta il piccolo bastardo ed in ogni occasione lo tratta in maniera rude.
Nel corso della giovinezza di Fitz, il più grave pericolo che deve affrontare il Regno è la costante minaccia portata durante la bella stagione dalle scorrerie dei pirati delle Navi Rosse. I pirati sono in grado, attraverso una sorta di manipolazione della mente chiamata Forgiatura, di annullare ogni sentimento di umanità nelle loro vittime, in modo da renderle schiave dei loro impulsi primordiali. 
I forgiati si comportano da esseri irrazionali senz'anima e vivono di razzie, uccidendo chiunque sul loro cammino.
Per fronteggiare questo pericolo, il principe Veritas utilizza senza sosta l'Arte, ossia la capacità - che in pochissimi possiedono - di leggere ed anche piegare il pensiero altrui al proprio volere, ed in questo modo riesce a contrastare le scorrerie dei pirati, a costo di un enorme sacrificio che prosciuga le sue energie.
Intanto Fitz, dopo essere stato notato dal re Sagace, viene istruito come un nobile di corte dal maestro di penna e successivamente addestrato anche come assassino e spia da Umbra, l'assassino di corte, in modo che al ragazzo possano essere affidate missioni segrete.
Nel corso della storia Fitz Chevalier conoscerà Molly e tenterà di scongiurare il tradimento ordito alle spalle di Veritas per mano di Regal, fratellastro del principe Veritas.

## Personaggi

### La famiglia reale dei Lungavista
- Sagace, re dei Sei Ducati
- Chevalier, re-in-attesa, figlio primogenito di Sagace
- Veritas, secondo figlio di Sagace
- Regal, terzo figlio di Sagace
- Dama Pazienza, moglie di Chevalier
- Augusto, nipote del re

### La corte di Castelcervo
- Il Matto, buffone di corte
- Burrich, capostalliere
- Mani, stalliere
- Galen, maestro dell'Arte
- Piuma, maestro scrivano
- Poiana, maestra d'armi
- Fitz, figlio bastardo di Chevalier
- Umbra, assassino di corte, fratello bastardo di re Sagace
- Trina, cameriera di dama Pazienza

### Borgo Castelcervo
- Molly Mazzapicchio, amica di Fitz
- Kerry, amico di Fitz
- Dick, amico di Fitz

### Il Regno delle Montagne
- re Eyod
- principe Rurisk, figlio di Eyod
- principessa Kettricken, figlia di Eyod
- Jonqui, sorella di Eyod

## Edizioni
- Robin Hobb, Assassin's Apprentice, Bantam Books, 1995, ISBN 0-553-37445-1.
- Robin Hobb, L'apprendista assassino, traduzione di Paola Bruna Cartoceti, Tif Extra, Fanucci, 2005,  p. 379, ISBN 88-347-1088-6.